# Wolfgang Friedt
Wolfgang Friedt (* 4. Dezember 1946 in Breitenthal, Nahe) ist ein deutscher Agrarwissenschaftler und emeritierter Hochschullehrer an der Universität Gießen. Er gehört zu den herausragenden Fachvertretern auf dem Gebiet der speziellen Pflanzenzüchtung insbesondere bei Getreide und Raps.

## Leben und Wirken
Friedt studierte an der Universität Bonn Agrarwissenschaften (1968–1971) und war anschließend als Wissenschaftler an der Biologischen Bundesanstalt Braunschweig im Bereich genetische Resistenzforschung tätig (1971–1984). Während dieser Zeit promovierte Friedt bei Gerhard Fischbeck mit dem Thema: Untersuchungen an autotetraploiden Gersten unter besonderer Berücksichtigung der Diploidisierung an der TU München zum Dr. agr. und war Gastdozent für Pflanzengenetik an der Universität Bayreuth sowie Stipendiat an der Kyoto-Universität in Japan (1984).
Friedt habilitierte sich an der Universität Bayreuth in Genetik und Pflanzenzüchtung mit dem Thema: Untersuchungen über die genetischen Auswirkungen von Chromosomen- und Genommanipulationen und deren Bedeutung für die Getreidezüchtung. 1985 wurde er als Professor für Pflanzenzüchtung an die Universität Gießen berufen. In den Jahren 1992–1993 und 1998–1999 war er Dekan der Fakultät für Landwirtschaft und Umwelt und wurde 2013 emeritiert.

## Wissenschaftliche Leistungen
Die Hauptforschungsinteressen von Friedt sind genetische Vielfalt, Züchtungswissenschaft und Pflanzenzüchtung einschließlich Biotechnologie, Genetik und Genomik, mit Schwerpunkt auf Hauptkulturpflanzen wie Gerste (Hordeum vulgare), Brotweizen (Triticum aestivum), Sorghum (S. bicolor) und Raps (Brassica napus).
Zu den wichtigsten Forschungsthemen gehörten während seiner aktiven Zeit
- die genetische Basis von Biomasse und Getreideertrag sowie zukünftige Ertragstrends bei Kulturpflanzen (z. B. Weizen)
- genetische Basis der Heterosis, MS-Systeme und Hybridzüchtung bei Wintergerste, Raps und Sorghum
- Relevanz und Bedeutung der Struktur und Funktion von Wurzelsystemen für die Ressourceneffizienz und die agronomische Leistung von Kulturpflanzen
- Krankheitsresistenz und Toleranz gegenüber Umwelteinflüssen wie Dürre und Kälte
- Samenentwicklung und wichtige Samenverbindungen (Stärke, Lipide, Eiweiß, Ballaststoffe) in Öl- und Eiweißkulturen

## Mitgliedschaften und Ehrungen
- Seit 1993 Beirat der Bundesanstalt für Züchtungsforschung an Kulturpflanzen (BAZ), Quedlinburg; seit 1998 Vorsitzender
- Seit 1994 Beirat der Gemeinschaft zur Förderung der privaten deutschen Pflanzenzüchtung e.V. (GFP), Bonn (Vorsitz)
- Seit 1995 Beirat der Genbank am Institut für Pflanzengenetik und Kulturpflanzenforschung (IPK), Gatersleben (Vorsitz)
- Seit 1996 Deutsch-niederländisches Kuratorium für pflanzengenetische Ressourcen
- Seit 1997 Fachbeirat des Max-Planck-Instituts für Züchtungsforschung (MPIZ), Köln
- Redaktionskomitee der Zeitschrift „Plant Breeding“ (Blackwell)
- Redaktionskomitee der Zeitschrift „Euphytica“ (Kluwer)
- Redaktionskomitee der Zeitschrift „Genetic Resources and Crop Evolution“ (Kluwer)
- Seit 2000 Zentrale Kommission für Biologische Sicherheit (ZKBS) beim Robert Koch-Institut, Berlin Seit 2002 Wissenschaftlicher Rat der Arbeitsgemeinschaft industrieller Forschungsvereinigungen „Otto von Guericke“ e.V. (AiF)
- Seit 2002 Beirat der Union zur Förderung von Öl- und Proteinpflanzen (Vorsitz)
- 2015 Stipendiat der Wissenschaftsgesellschaft, Fakultät der Kyoto-Universität in Japan
- 2007 Deutsche Gesellschaft für Fettwissenschaft, Normann-Medaille Göteborg, Schweden
- 2010 Innovationspreis „Prof Röbbelen“ der Dr. Brauer Foundation Berlin
- 2015 Ehren-Wissenschafts-Preis der Internationalen Rapsforscher Vereinigung, Saskatoon, Kanada[4]
- 2016 Ehrenmitgliedschaft der Gesellschaft für Pflanzenzüchtung (GPZ), Bonn[5]

## Publikationen (Auswahl)
- S. Gottwald, B. Samans, S. Lück, W. Friedt: Jasmonate and ethylene dependent defence gene expression and suppression of fungal virulence factors: Two essential mechanisms of Fusarium head blight resistance in wheat? In: BMC Genomics. 13, 2012, S. 369. doi:10.1186/1471-2164-13-369.
- C. Obermeier, M. A. Hossain, R. Snowdon, J. Knüfer, A. von Tiedemann, W. Friedt: Genetic analysis of phenylpropanoid metabolites associated with resistance against Verticillium longisporum in Brassica napus. In: Molecular Breeding. 31, 2013, S. 347–361. doi:10.1007/s11032-012-9794-8
- A. Shiringani, W. Friedt: QTL for fibre-related traits in grain x sweet sorghum as a tool for the enhancement of sorghum as a biomass crop. In: Theor Appl Genet. 123, 2011, S. 999–1011. doi:10.1007/s00122-011-1642-4
- S. Windpassinger, W. Friedt, M. Frauen, R. Snowdon, B. Wittkop: Designing adapted sorghum silage types with an enhanced energy density for biogas generation in temperate Europe. In: Biomass and Bioenergy. Band 81, Oktober 2015, S. 496–504.
- Y. Fu, D. Wei, H. Dong, Y. He, Y. Cui, J. Mei, H. Wan, J. Li, R. Snowdon, W. Friedt, X. Li, W. Qian: Comparative quantitative trait loci for silique length and seed weight in Brassica napus. In: Scientific Reports. 5, 2015, 14407.